# Jacksonville (Carolina do Norte)
Jacksonville é uma cidade localizada no estado norte-americano de Carolina do Norte, no Condado de Onslow.

## Demografia
Segundo o censo norte-americano de 2000, a sua população era de 66.715 habitantes.
Em 2006 foi estimada uma população de 69.688, um aumento de 2973 (4.5%).

## Geografia
De acordo com o United States Census Bureau tem uma área de 117,0 km², dos quais 115,2 km² cobertos por terra e 1,8 km² cobertos por água.

## Localidades na vizinhança
O diagrama seguinte representa as localidades num raio de 24 km ao redor de Jacksonville.